# Decision support system
Een Beslissingsondersteunend systeem of Decision support system (DSS), is een computergestuurde technologische oplossing die ingezet wordt ter ondersteuning van het nemen van beslissingen bij het oplossen van complexe problemen. Voor bijvoorbeeld managers bij het nemen van complexe, niet-routine beslissingen. Decision support systems worden vooral gebruikt op het niveau van het middenmanagement en Help Desks. Ook in de geneeskunde wordt onderzoek gedaan naar decision support systems, en er is een medisch vakgebied dat zich met dergelijke problemen bezighoudt, de medische besliskunde.
Er zijn vele manieren om een dergelijk systeem op te zetten. Veel programma's maken gebruik van besliskundige analyse technieken waarin aan alle mogelijke uitkomsten van een beslissing scores voor de gewenstheid ervan (utility value) en een kans van optreden (probability) worden toegekend. Voor complexere situaties wordt vaak gebruikgemaakt van Markovmodellering. Een bekend programma uit de medische hoek is het programma "Decision Maker".
In het algemeen worden met "Decision support systems" drie soorten analyses uitgevoerd: gevoeligheidsanalyses (onder welke omstandigheden slaat een beslissing om, waar liggen de grenzen), what-if (wat als) analyses en goal-seeking (doel zoekende) analyses.
Enkele DSS-methodologieën zijn mathematische modellering, simulatie, query's, Online analytical processing (OLAP) en datamining.

## Classificaties
Een Decision support system kan op verschillende manieren geclassificeerd worden:
- Alter classificeert de DSS naar de implicatie mogelijkheden van de DSS-output:
  - Datageoriënteerd
  - Data- en modelgeoriënteerd
  - Modelgeoriënteerd
- Holsapple en Whinston classificeren de Decision support systems naar de soort data dat zich in het DSS bevindt[3]
- Institutional of ad-hocclassificatie
- Individuele, groep- of organisatieclassificatie
- Individuele DSS- of (Group support system) GSS-classificatie
- Maatwerk of algemene classificatie

Een DSS hoeft niet uitsluitend tot één categorie te behoren.

## Kenmerken van een DSS systeem
De belangrijkste kenmerken van een DSS zijn:
- Het moet beslissers ondersteunen en niet vervangen.
- Het moet flexibel zijn zodat gebruikers alles in de componenten van een DSS kunnen aanpassen.
- Het moet beslissers, zowel groepen als individuen, op alle niveaus binnen een bedrijf ondersteunen bij het nemen van beslissingen.
- Het moet ondersteuning bieden tijdens alle fases van het besluitvormingsproces, dus van ontwerp tot implicatie.
- Het moet de effectiviteit van beslissingen verhogen. Kwaliteit van uitkomsten is bij een DSS belangrijker dan de kwantiteit van uitkomsten.
- Het moet ondersteunen bij zowel losstaande (onafhankelijke), als opeenvolgende (afhankelijke) vraagstukken[5].

## Focus
De eerste "Decision Support" Systemen focussen zich op vier basisprincipes, te weten:
1. Methoden en instrumenten die helpen om te gaan met ongestructureerde problemen.
2. Interactieve computer systemen ter ondersteuning van het management
3. Gebruiker georiënteerde systemen, hetgeen leidde tot een beter platform voor het maken van beslissingen
4. Het onderscheiden van data en modellen in computer applicaties wat de basis vormde voor effectiever modelleren

Moderne en toekomstige processen (problemen oplossen, planning en het maken van beslissingen) van Decision Support Systems zullen zich vooral focussen op verschillende contexten binnen organisaties:
1. Strategisch management
2. Business process re-engineering
3. Effectieve samenwerking
4. Verbeterde gebruiker-computer interfaces
5. Mobile en e-commerce
6. Productie
7. Marketing
8. Financieel management

## DSS componenten
De drie belangrijkste componenten van een DSS zijn:
- Het data-management subsysteem,
- Het model management subsysteem,
- Het user interface subsysteem.[6].

Deze drie systemen vormen samen weer het DSS-applicatiesysteem dat de beslisser uiteindelijk gebruikt. De componenten worden aan elkaar gekoppeld met behulp van internettechnologie. De vierde, optionele component van een DSS is het knowledge-based management subsysteem (KBMS).

## Voordelen van een DSS
1. Verbetert persoonlijke efficiëntie
2. Bevordert het oplossen van problemen
3. Vergemakkelijkt interpersoonlijke communicatie
4. Bevordert het leren en opleiden.
5. Verhoogt de controle op de organisatie
6. Genereert nieuw bewijsmateriaal ter ondersteuning van besluiten
7. Creëert een voordeel ten opzichte van de concurrentie
8. Moedigt de besluitvormer aan tot exploratie en ontdekking ten behoeve van besluiten.
9. Openbaart nieuwe benaderingen van het denken over de probleemruimte